# Джигме Церінг Дорджі
Джигме Церінг Дорджі (нар. 26 лютого 1995) — бутанський футболіст, захисник клубу «Тхімпху Сіті» та національної збірної Бутану.

## Клубна кар'єра
Футбольну кар'єру розпочав 2012 року в юнацькій команді «Тхімпху Сіті». У 2015 році переведений до першої команди клубу.

## Кар'єра в збірній
Дебютував у футболці національної збірної Бутану 4 грулня 2011 року в програному (0:5) поєдинку кубку Південної Азії проти Індії/

### Голи за збірну
| #  | Дата           | Місце                        | Суперник  | Рахунок | Результат | Змагання                     |
| -- | -------------- | ---------------------------- | --------- | ------- | --------- | ---------------------------- |
| 1. | 11 жовтня 2016 | Чанглимітанг, Тхімпху, Бутан | Бангладеш | 1–0     | 3-1       | кваліфікація кубку Азії 2019 |